# Маркманн, Ноа
Ноа Маркманн (дат. Noah Markmann; родился 24 февраля 2007) — датский футболист, центральный защитник клуба «Норшелланн».

## Клубная карьера
Воспитанник футбольной академии клуба «Норшелланн», за который выступал с одиннадцатилетнего возраста. В июле 2024 года подписал с клубом профессиональный контракт. 9 ноября 2023 года попал в заявку основного состава на матч Лиги конференций УЕФА против клуба «Спартак» (Трнава). 25 сентября 2024 года дебютировал в основном составе «Норшелланна» в матче Кубка Дании против клуба «Фремад Амагер».

## Карьера в сборной
Выступал за сборные Дании до 16, до 17 и до 18 лет. В мае—июне 2024 года в составе сборной Дании до 17 лет принял участие в юношеском чемпионате Европы на Кипре, сыграв на турнире пять матчей.